# Ромеро, Хавен
Хавен Адриан Ромеро (исп. Javen Adrián Romero; род. 21 апреля 2006) — мексиканский футболист, защитник клуба «Лос-Анджелес 2».

## Клубная карьера
Ромеро — воспитанник клуба «Лос-Анджелес». 6 сентября 2021 года в матче против «Сакраменто Рипаблик» он дебютировал за «Лас-Вегас Лайтс», аффилированный с «Лос-Анджелесом» клуб Чемпионшипа ЮСЛ. 9 мая 2023 года в поединке Открытого кубка США против «Монтерей-Бея» Хавен дебютировал за «Лос-Анджелес».

## Международная карьера
В 2023 году в составе юношеской сборной Мексики Ромеро выиграл юношеском чемпионате КОНКАКАФ в Гватемале. На турнире он сыграл в матчах против сборных Кюрасао, Гватемалы, Никарагуа, Сальвадора, США и дважды Панамы.
В том же году Ромеро принял участие в юношеском чемпионате мира в Индонезии. На турнире он сыграл в матчах против команд Германии, Венесуэлы, Новой Зеландии и Мали.

## Достижения
Международные
 Мексика (до 17)
- Победитель Юношеского чемпионата КОНКАКАФ — 2023